# Isztambuli Lütfi Kırdar Nemzetközi Kongresszusi és Kiállítóközpont
Az Isztambuli Lütfi Kırdar Nemzetközi Kongresszusi és Kiállítóközpont (röviden ICEC, törökül İstanbul Lütfi Kırdar Uluslararası Kongre ve Sergi Sarayı; korábban Isztambuli Sport- és Kiállítási Csarnok, İstanbul Spor ve Sergi Sarayı) egy többfunkciós kongresszusi központ Isztambul Şişli városrészének Harbiye negyedében.
A főépület és a hozzá kapcsolódó Rumeli Vásár- és Kiállítási Központ jelentős konferenciáknak, vásároknak, koncerteknek, kiállításoknak és más kulturális és társadalmi eseményeknek ad otthont.

## Története
Miután a török sportolók nagy sikert arattak az 1947-es Európai Birkózóbajnokságon és az 1948-as londoni olimpián, úgy döntöttek, hogy az 1949-es Európai Birkózóbajnokságra Isztambulban kerüljön sor. A városnak azonban nem volt olyan fedett sportcsarnoka, amely alkalmas lett volna a rendezvény lebonyolítására. Paolo Vietti-Violi olasz építész (1882-1965) Şinasi Şahingiray és Fazıl Aysu török építészekkel (akik 1939-ben a Dolmabahçe Stadiont is tervezték) elkészítették az épület terveit.
Az alapkőletételre 1948. január 30-án került sor, a város kormányzója és polgármestere, Lütfi Kırdar (1887-1961) jelenlétében. Az Isztambuli Futball- és Sportszövetség elnöke az ünnepség során azt javasolta, hogy az intézményt Kırdarról nevezzék el, ő azonban ezt elutasította, azzal, hogy amíg él és hivatalban van, addig ezt nem tartja etikusnak.
Az intézmény rögtön az építkezés befejezése után, 1949. június 3-án megnyílt, az Európai Birkózóbajnokság megrendezésével. A második jelentős esemény, amire sor került itt, az Isztambuli Nemzetközi Kereskedelmi és Ipari Vásár volt 1949. október 2-án.
A központ nagy csarnokában, ahol 7000 ember számára van ülőhely, számos országos és nemzetközi sporteseményre került sor, többek közt kosárlabda-, kézilabda-, röplabdamérkőzésekre, boksz-, birkózó-, jéghokimeccsekre, jégkorcsolya-, súlyemelő- és táncversenyekre, valamint cirkuszi előadásokra is. Az épület sok éven át az ország egyetlen fedett sport- és kiállítóközpontja volt, és számos vásárra, koncertre, gyűlésre és kiállításra került sor termeiben.
1988. február 17-én, halálának 27. évfordulóján az intézmény megkapta Lütfi Kırdar nevét. 1996-ban átalakították konferenciaközponttá, hogy helyet adjon a Habitat II-nek, az ENSZ második konferenciájának az emberi településekről. Ekkor kapta az épületegyüttes a mai nevét.
A szektor növekvő helyigényét kielégítendő az épületegyüttest 2000-ben kibővítették egy új épülettel, a Rumeli Vásár- és Kiállítóközponttal.
2009-ben itt rendezték meg az IMF és a Világbank éves gyűlését, ennek alkalmával a központot kilenc szintes, föld alatti építménnyel bővítették, melynek összterülete 120 000 m².

## Termek
Az épületegyüttes központi épülete, a Lütfi Kırdar Központ a következő termekkel rendelkezik: az Anadolu Auditórium, melyben 2000 ülőhely található; a Marmara csarnok, a két Topkapı csarnok, a három Dolmabahçe csarnok, a Galata csarnok, a Haliç csarnok, három Sultan gyűlésterem, három Barbaros gyűlésterem, négy Levent gyűlésterem és VIP helyiségek.
A Rumeli Központban 7000 m²-es helyiség található, mely ideális bálok és vásárok rendezésére. A felső szinten egy 3500 fő befogadóképességű, 2100 m²-es helyiség található, amely négy térrre osztható, 1900 m² előcsarnokkal. Az alsó szintnek külön bejárata van. Az épület részeit képezik még a Hisar terem, kisebb gyűléstermek a félemeleten és a Rumeli terasz.
A központ területén található a Boğaziçi Borsa étterem, amely a hét minden napján nyitva van és 250 vendég fogadására képes.
Az épületet folyosó köti össze a forgalom elől lezárt utca túloldalán lévő Isztambuli Kongresszusi Központtal és a Harbiye Muhsin Ertuğrul Színházzal. Az épületegyüttes alatt egy 1000 autót befogadni képes mélygarázs található.

## Fordítás
- Ez a szócikk részben vagy egészben  az   Istanbul Lütfi Kırdar International Convention and Exhibition Center című angol Wikipédia-szócikk ezen változatának fordításán alapul.  Az eredeti cikk szerkesztőit annak laptörténete sorolja fel. Ez a jelzés csupán a megfogalmazás eredetét és a szerzői jogokat jelzi, nem szolgál a cikkben szereplő információk forrásmegjelöléseként.

## Külső hivatkozások
- Hivatalos oldal